# Сухмитингъягун (приток Волоктаягуна)
Сухмитингъягун (устар. Сугмутен-Ягун) — река в Ханты-Мансийском АО России. Устье реки находится в 21 км по левому берегу реки Волоктаягун. Длина реки составляет 40 км.

## Данные водного реестра
По данным государственного водного реестра России относится к Верхнеобскому бассейновому округу, водохозяйственный участок реки — Обь от впадения реки Вах до города Нефтеюганск, речной подбассейн реки — Обь ниже Ваха до впадения Иртыша. Речной бассейн реки — (Верхняя) Обь до впадения Иртыша.